# Durek Verrett
Derek David Verrett (California, 17 de noviembre de 1974) es un empresario estadounidense, terapeuta alternativo, chamán autoproclamado y escritor, que aboga a favor de varias teorías conspirativas y que ha sido calificado por medios noruegos y por alguno de sus críticos como un "estafador". Verrek es el esposo de la princesa Marta Luisa de Noruega.

## Antecedentes
Verrett creció en Foster City, un barrio de Silicon Valley del Área de la Bahía de San Francisco, quien a partir del año 2014 optó por usar, única y exclusivamente, su nombre abreviado y con "u", Durek Verrett. El hombre de negocios afirma ser un chamán de sexta generación, que su madre tiene ascendencia noruega y antillana, pero que su padre es de origen haitiano. En una entrevista en 2009 Verrett afirmó haber "nacido dentro los linajes del vudú haitiano y la medicina indígena noruega".
Verrett confesó haber sido condenado y sentenciado a cinco años de prisión en los Estados Unidos, después de haber organizado una fiesta en una casa abandonada que luego terminó incendiada. Él mismo declaró que por ello estuvo un año tras las rejas pero que luego fue puesto en libertad bajo palabra.
Con anterioridad a su tiempo en prisión estuvo casado con Zaneta Marzalkova, una residente de Los Ángeles pero de nacionalidad checa con quien contrajo matrimonio en 2005, cuando ella tenía 21 años. Empero en 2008 denunció a su esposa ante las autoridades de inmigración por residencia ilegal, logrando que ella fuera encarcelada y, finalmente, deportada de los Estados Unidos. En 2009 se divorció de Marzalkova, de quien Verrett dijo haber sido "explotado".
Entre 2007 a 2015 Verrett tuvo un novio varón, el masajista estadounidense Hank Greenberg, quien fue también su socio comercial. Ambos hombres rompieron su compromiso, antes de la boda que habían planeado para el año 2015. Tras el rompimiento, Greenberg acusó a Verrett de ser un manipulador violento y peligroso, afirmando que su exnovio cuenta con una secta de seguidores a los cuales les "lavó el cerebro" y donde "su palabra es ley".
Verrett también vivió durante seis años con su entonces mánager, Tiana Griego, quien por su parte dijo que "Durek controlaba totalmente mi vida. Era como si se pusiera celoso por cualquier cosa que robara mi atención. No me permitió iniciar una relación romántica seria ni criar a mi hijo. Todo se trataba de Durek".

## Carrera profesional
Durek Verrett desarrolló una precoz y limitada carrera como modelo profesional, con algunas apariciones en programas de televisión. La revista estadounidense Vanity Fair describió a Verrett como bisexual, detallando sus primeros trabajos como los de una persona con una carrera ecléctica y prematura, la cual le habría ayudado a impulsar su marca como chamán de la nueva era, dentro de los exclusivos círculos de las celebridades, ya que la desarrolló parcialmente dentro de ese mundo de los ricos y famosos.
Acerca de la espiritualidad, Verrett afirma que él trata de desmitificarla, de hacerla más accesible y comprensible, tanto a laicos como a los más avanzados espiritualmente, afirmando que su "verdadera misión es llevar la antigua práctica del chamanismo al público en general, ayudando a las personas a 'encenderse' a través del cultivo del amor y de la aceptación de sí mismos y de los demás".
En cuanto a su iniciación como chamán, Verrett afirma haber sido iniciado espiritualmente por una de sus abuelas, la cual según el sitio de verificación de hechos Vantrú en realidad falleció antes de que Verret naciera, y también dice haberlo sido por una mujer estadounidense que se hace llamar "Princesa Susana von Radić de Croacia", quien es descrita por ese mismo sitio de fact-checking islandés Vantrú, como "un fraude que afirma ser una princesa".
En cuanto a su carrera de chamán, Verrett declaró haber trabajado en el Centro Médico Shamir de Tel Aviv, donde dice haber tratado a niños con cáncer utilizando métodos chamánicos, sin embargo el hospital israelí ha negado categóricamente que él haya trabajado allí alguna vez.
Durek Verrett también ha afirmado ser la reencarnación de un faraón de Egipto.

## Publicación deSpirit Hackingen Noruega
En 2019 se publicó el libro de Verrett, Spirit Hacking. Inicialmente el libro iba a ser publicado  en Noruega por la prestigiosa editorial Cappelen Damm de Oslo, pero ésta una semana antes de la publicación prevista del libro decidió abandonar el proyecto, debido a preocupaciones en cuanto al contenido del mismo. Cappelen Damm en una declaración pública indicó que Noruega tenía "un enfoque bastante diferente a lo que se plantea en el libro, más centrado en la investigación y el sistema de salud noruego", que “nuestra conclusión es que el libro no debería haber sido asumido, no se publicará y el editor ha informado a los titulares de los derechos sobre esto". Finalmente, la traducción al noruego fue impresa por la editorial Forlaget Lille Måneel.
En Spirit Hacking, Verrett defiende numerosas "teorías médicas absurdas", afirmando por ejemplo, que los niños contraen cáncer porque así lo desean, o sugiriendo que la quimioterapia no funciona y que únicamente le es administrada a los pacientes con cáncer porque los médicos solo quieren ganar dinero con ella. En respuesta, los expertos en cáncer han calificado las opiniones de Verrett sobre este padecimiento como "peligrosas".
El libro también señala que el sexo casual atrae a los espíritus subterráneos, los cuales hacen una huella en el interior de las vaginas, para lo cual el autor vende una serie de ejercicios específicos para "limpiarlas".
El renombrado periódico noruego Dagbladet describió al libro como "los delirios de un lunático". En tanto Verdens Gang, el periódico más leído de Noruega, calificó al libro de "tonterías, basura y palabras sucias", agregando que es una "repetición poco original del repertorio estándar de la parte más cínica de la cultura alternativa [es decir, la Nueva Era]".
Verrett en Spirit Hacking también afirma que él puede convertir átomos, y literalmente, rejuvenecer a las personas.
En el libro, Verrett afirma que él mismo "resucitó" cuando tenía 27 años, y que también logró predecir los atentados terroristas del 11 de septiembre, dos años antes de que estos sucedieran, pero dijo que cada uno debe "aceptar su destino" y que por eso a él no le correspondía intervenir.

### Reptiloide y 5G
Verrett ha declarado que se considera a sí mismo un reptil y ha afirmado que "soy una especie híbrida de reptil y Andrómeda, y también tengo las energías de los antiguos espíritus del viejo mundo. Se han dicho mentiras sobre nuestra especie que quiero abordar. Somos un grupo de seres, eso significa que hemos venido aquí para crear estructuras que ayuden a las personas a llegar a la liberación. Los reptilianos están aquí para sacudir el sistema a lo grande". Según el investigador de extremismo John Færseth, las ideas de Verrett sobre ser un reptil se basan en la teoría de la conspiración reptiliana defendida por David Icke. Verrett ha declarado que considera que la tecnología 5G es una conspiración de "aquellos que esclavizan el planeta".

### COVID-19
En julio de 2022, Verrett recibió críticas en Noruega por hacer publicidad de un medallón que vende y que, según él, cura el COVID-19. El Defensor del Consumidor de Noruega, al respecto, dijo que las afirmaciones no documentadas de que tales productos pueden curar enfermedades violan la legislación noruega.

## Relación con la princesa Marta Luisa de Noruega
La relación de Verrett con la princesa Marta Luisa de Noruega ha sido muy analizada. Al respecto, muchos noruegos han expresado su desaprobación, llamando a Verrett "charlatán". El empresario también ha sido caracterizado, por los medios noruegos y otros críticos, como un estafador y un teórico de la conspiración, y sus declaraciones sobre diversos temas han sido ampliamente reprobadas y ridiculizadas en Noruega.
La ex primera ministra de este país, Erna Solberg, describió las opiniones de Verrett como "muy extrañas" y "no basadas en hechos", y dijo que "las ideas que promueve son algo que combatimos como teorías de conspiración". Solberg dijo además que las críticas a Verrett son razonables. En tanto, el actual ministro de salud de Noruega, Ole Henrik Krat Bjørkholt, describió a Durek Verrett como "un charlatán sin escrúpulos y peligroso" que se dedica al fraude.
Conjuntamente, Marta Luisa y Verrett han organizado seminarios titulados, precisamente, "La princesa y el chamán", actividades que también fueron muy criticadas por las afirmaciones de Verrett sobre la curación del cáncer, y en especial, por explotar el papel constitucional y público de la princesa Marta Luisa, en favor de una empresa comercial privada.
En junio de 2022, Marta Luisa anunció que ella y el "chamán" estadounidense se habían comprometido. Al respecto, Verrett ha afirmado que su madre había profetizado, cuando él era aún un niño, que se casaría con una princesa noruega.

### Reacciones en Noruega
Tanto Verrett como Marta Luisa han lamentado la reacción negativa en Noruega, afirmando el propio Verret que él ha sido criticado porque "la gente no quiere un negro en la familia real". Verrett también afirmó que "nunca había experimentado tanto racismo como cuando llegué a Noruega" y dijo que lo malinterpretan, comparándose con "genios [como] Albert Einstein, Thomas Edison, los hermanos Wright y Helen Keller". Sus afirmaciones de racismo han sido rechazadas, como lo hizo el exministro noruego del gabinete Abid Raja, de ascendencia paquistaní, quien acusó a Verrett de "jugar la carta racial" para distraer la atención de las críticas a sus teorías de conspiración y sus puntos de vista "peligrosos". En tanto, el comediante Jonna Støme, de ascendencia afroestadounidense, dijo que las afirmaciones de Verrett socavan la lucha real contra el racismo y que la gente en Noruega reacciona negativamente a él  simplemente porque "es un estafador que dice cosas horribles".
Verrett ha afirmado que él se convertirá en la primera persona negra de sexo masculino en formar parte de una familia real europea (ya existe el precedente de Ángela de Liechtenstein). En octubre de 2022, el príncipe heredero Haakon de Noruega, hermano de Marta Luisa, declaró a la televisión pública noruega NRK que el asunto de la posición de Verrett en su familia es difícil y que llevará tiempo resolverlo.
En noviembre de 2022, Marta Luisa renunció a los deberes reales que aún conservaba, para centrarse en su negocio de medicina alternativa junto a Durek Verrett.
Por su parte, ese mismo mes y en conferencia de prensa conjunta, el rey Harald V y la reina consorte Sonia de Noruega por primera vez abordaron el tema, afirmando que los estadounidenses no comprendían la importancia de la monarquía para el pueblo noruego. En especial, la reina consorte resaltó que el comportamiento de Durek Verrett había involucrado a la familia real noruega de una manera indeseada. Sin embargo, ambos monarcas declararon tener una buena relación con el prometido de su hija mayor.
En enero de 2023 se informó que la boda de la pareja había sido pospuesta, debido a un agravamiento de la patología renal que afectaba a Durek Verret.
La pareja contrajo matrimonio el 31 de agosto de 2024 en el histórico Hotel Union en Geiranger, al oeste de Noruega.
La familia vive en Lommedalen, en el municipio de Bærum.

## Publicaciones
- Spirit Hacking: Shamanic Keys to Reclaim Your Personal Power, Transform Yourself, and Light Up the World, Macmillan Publishers,  St. Martin's Essentials, 2019, ISBN 1250217105,[70] y Hodder & Stoughton, Yellow Kite, 2020, ISBN 1529378982.[71]